# Episodi di MacGyver (quarta stagione)
La quarta stagione della serie televisiva MacGyver è stata trasmessa negli Stati Uniti sul canale ABC, dal 31 ottobre 1988 al 15 maggio 1989. In Italia è stata trasmessa su Italia 1 a partire dal 21 marzo 1991.
L'episodio 18 fu saltato durante la prima messa in onda italiana, rimanendo inedito, perché al suo posto, nella stessa fascia oraria, fu trasmessa una partita di calcio. Fu poi trasmesso quando la stagione fu replicata nello stesso anno.
| nº | Titolo originale             | Titolo italiano          | Prima TV USA     | Prima TV Italia |
| -- | ---------------------------- | ------------------------ | ---------------- | --------------- |
| 1  | The Secret of Parker House   | L'eredità di Penny       | 31 ottobre 1988  | 21 marzo 1991   |
| 2  | Blood Brothers               | Giocando con il passato  | 21 novembre 1988 | 22 marzo 1991   |
| 3  | The Outsiders                | La terra degli Amish     | 28 novembre 1988 | 23 marzo 1991   |
| 4  | On a Wing and a Prayer       | Un volo pericoloso       | 5 dicembre 1988  | 25 marzo 1991   |
| 5  | Collision Course             | Rotta di collisione      | 12 dicembre 1988 | 26 marzo 1991   |
| 6  | The Survivors                | Corso di sopravvivenza   | 9 gennaio 1989   | 27 marzo 1991   |
| 7  | Deadly Dreams                | Sogni mortali            | 16 gennaio 1989  | 28 marzo 1991   |
| 8  | Ma Dalton                    | Mamma Dalton             | 23 gennaio 1989  | 29 marzo 1991   |
| 9  | Cleo Rocks                   | Terrore dietro le quinte | 6 febbraio 1989  | 30 marzo 1991   |
| 10 | Fraternity of Thieves        | La farfalla di Papillon  | 13 febbraio 1989 | 1º aprile 1991  |
| 11 | The Battle of Tommy Giordano | L'assalto al ranch       | 20 febbraio 1989 | 2 aprile 1991   |
| 12 | The Challenge                | Il Challengers club      | 27 febbraio 1989 | 3 aprile 1991   |
| 13 | Runners                      | Sensi di colpa           | 13 marzo 1989    | 4 aprile 1991   |
| 14 | Gold Rush                    | Missione Oro             | 27 marzo 1989    | 5 aprile 1991   |
| 15 | The Invisible Killer         | L'assassino invisibile   | 10 aprile 1989   | 6 aprile 1991   |
| 16 | Brainwashed                  | Dal profondo del cuore   | 24 aprile 1989   | 8 aprile 1991   |
| 17 | Easy Target                  | Minaccia sulla città     | 1º maggio 1989   | 9 aprile 1991   |
| 18 | Renegade                     | Il rinnegato             | 8 maggio 1989    | 2 dicembre 1991 |
| 19 | Unfinished Business          | Una storia incompiuta    | 15 maggio 1989   | 11 aprile 1991  |

## L'eredità di Penny
- Titolo originale: The Secret of Parker House
- Diretto da: Michael Vejar
- Scritto da: Gene Hanson

### Trama
MacGyver accompagna l'amica Penny Parker in una vecchia villa ereditata dalla zia di Penny, Elizabeth "Betty" Parker, scomparsa misteriosamente 30 anni prima. Mentre esplorano la spettrale casa, scoprono un vecchio teschio nel cortile anteriore. Utilizzando il teschio e un diario trovato all'interno della casa, MacGyver e Penny cercano di ricostruire gli eventi che hanno portato alla scomparsa di Betty e scoprire la verità sulla sua sorte. Con l'aiuto di MacGyver, Penny cercherà di trovare risposte e fare luce su un mistero che ha tormentato la sua famiglia per anni.

## Giocando con il passato
- Titolo originale: Blood Brothers
- Diretto da: Charles Correll
- Scritto da: Rick Drew

### Trama
MacGyver torna nella sua città natale, Mission City in Minnesota, per aprire una capsula del tempo che lui e i suoi vecchi amici hanno sepolto 25 anni prima. Questo viaggio farà riaffiorare dolorosi ricordi di un terribile incidente che costò la vita ad uno dei suoi amici.
Nel frattempo, scopre che c'è una crescente epidemia di droga proprio tra i figli dei suoi due amici.

## La terra degli Amish
- Titolo originale: The Outsiders
- Diretto da: Michael Vejar
- Scritto da: Michelle Poteet Lisanti

### Trama
MacGyver, mentre viaggia attraverso le campagne della Pennsylvania, perde il controllo della sua auto e finisce in un incidente, ferendosi gravemente. Fortunatamente, una famiglia appartenente alla comunità Amish lo soccorre.
Inconsapevolmente, MacGyver si ritrova a dover difendere la famiglia e la loro comunità contro una società edile disposta a tutto pur di espropriare le loro terre e i loro beni.

## Un volo pericoloso
- Titolo originale: On a Wing and a Prayer
- Diretto da: Charles Correll
- Scritto da: John Whelpley

### Trama
Peter Thornton e suor Clara, una sorella missionaria, vengono rapiti da un gruppo di ribelli guidati da un rivoluzionario di nome Rafael. MacGyver, con l'aiuto di Jack Dalton, si reca quindi in Barraca, un paese dell'America Centrale, per tentare di liberarli.
Dovranno affrontare molte difficoltà e pericoli per riuscire a salvare i loro amici e mettere fine alla minaccia rappresentata dai ribelli.

## Rotta di collisione
- Titolo originale: Collision Course
- Diretto da: Chuck Bowman
- Scritto da: Paul B. Margolis

### Trama
Un vecchio amico di college di nome Jeff Stone chiede aiuto a MacGyver per la costruzione di un motore ecologico interamente realizzato in plastica da utilizzare su un'auto sponsorizzata dalla Phoenix Foundation per partecipare al prestigioso torneo GT Cup. Tuttavia, durante il torneo, MacGyver si trova a confrontarsi con una vecchia conoscenza, Hans Visser, un pilota sponsorizzato dal cinico e pericoloso imprenditore Carl Strickland, disposto a tutto pur di vedere la sua auto vincere. MacGyver dovrà escogitare un piano per superare le macchinazioni di Strickland e garantire la vittoria alla Phoenix Foundation.

## Corso di sopravvivenza
- Titolo originale: The Survivors
- Diretto da: Michael Caffey
- Scritto da: W. Reed Moran

### Trama
MacGyver sta conducendo un programma di addestramento di sopravvivenza in ambiente montano per i membri della Phoenix Foundation in preparazione per le operazioni in questo tipo di ambiente. L'ultimo a essere esaminato è il suo amico e capo, Peter Thornton.
Tuttavia, durante il corso, MacGyver e Peter si trovano costretti a fronteggiare non solo le difficoltà del programma ma anche un gruppo di trafficanti di droga che ha abbattuto un aereo spia della DEA.
La loro sopravvivenza e la loro capacità di combattere contro i criminali saranno messe alla prova in questa situazione imprevista.

## Sogni mortali
- Titolo originale: Deadly Dreams
- Diretto da: Les Landau
- Scritto da: Stephen Downing

### Trama
La Phoenix Foundation, con MacGyver e Peter in prima linea, si è aggiudicata un importante contratto con il Dipartimento di Polizia per progettare ed implementare sistemi tecnologici avanzati per ridurre il rischio di perdite umane durante le operazioni di polizia.
Tuttavia, durante questo periodo un pericoloso omicida, noto come "Il Cacciatore della Strada" e identificato come Eric Peter Cross, riesce a evadere dalla prigione. La polizia chiede quindi il supporto di MacGyver e Peter per ri-catturarlo e riportarlo in cella. Nel corso delle indagini, si scoprirà che dietro Eric Cross si nasconde una trama criminale ben più complessa di quanto immaginato.

## Mamma Dalton
- Titolo originale: Ma Dalton
- Diretto da: Rob Bowman
- Scritto da: John Whelpley

### Trama
Di ritorno da una missione di tre settimane al Circolo Polare Artico a studiare la migrazione delle balene, MacGyver fa ritorno a casa trovandola praticamente occupata da Jack Dalton.
Questi, tramite una lettera anonima, scoprirà molti dettagli ancora sconosciuti sui suoi genitori e sul presente criminoso di sua madre, intenta a sfuggire alla legge, ad un criminale di nome Arthur Bandel e ad un determinato cacciatore di taglie di nome Jesse Colton.
Jack e MacGyver cominceranno a cercarla seguendo alcuni indizi e non saranno gli unici.

## Terrore dietro le quinte
- Titolo originale: Cleo Rocks
- Diretto da: Chuck Bowman
- Scritto da: John Sheppard e Rick Drew

### Trama
Penny Parker riesce ad avere la parte da protagonista in un musical diretto da uno strano personaggio, un regista francese di nome Jacques Leroux, dal titolo "Cleo Rocks".
MacGyver accorre ad assistere alle prove dello spettacolo anche se, il verificarsi di strani accadimenti, spingono i due ad avere molti dubbi sullo spettacolo e sui suoi organizzatori.

## La farfalla di Papillon
- Titolo originale: Fraternity of Thieves
- Diretto da: Michael Preece
- Scritto da: Grant Rosenberg

### Trama
MacGyver, su segnalazione della Phoenix Foundation, comincia a pedinare David Edwards, ingegnere elettronico, sospettato di fare da talpa e di fornire all'esterno informazioni riservate su di un progetto del Ministero della Difesa. Edwards però resta misteriosamente ucciso e l'omicidio fa partire le indagini che inesorabilmente portano a scoprire retroscena inimmaginabili per Peter e MacGyver.

## L'assalto al ranch
- Titolo originale: The Battle of Tommy Giordano
- Diretto da: Michael Vejar
- Scritto da: Marianne Clarkson

### Trama
Mary Ruth, una tecnica di laboratorio della Phoenix Foundation, vince la causa per l'affidamento di suo figlio Tommy, avuto dall'ex marito Richard Giordano.
Questa decisione non viene presa affatto bene dal padre che a sua volta, decide di affidarsi all'aiuto di alcuni suoi parenti, una famiglia mafiosa italoamericana, per organizzare il rapimento del piccolo Tommy.
A MacGyver non resterà che aiutare Mary per recuperare il bimbo sano a salvo.

## Il Challengers club
- Titolo originale: The Challenge
- Diretto da: Dana Elcar
- Scritto da: Chris Haddock

### Trama
Il Challengers Club, centro giovanile per la riabilitazione degli adolescenti problematici gestito da Booker Wilson e da sua moglie Cynthia, entra nel mirino di Larson, razzista convinto, e dei suoi due scagnozzi.
E mentre nello stesso periodo la politica locale discute per il rinnovo dei finanziamenti al club, Larson lavora per ostacolarli alimentando un clima di odio e violenza.

## Sensi di colpa
- Titolo originale: Runners
- Diretto da: Michael Caffey
- Scritto da: Joel Schwartz

### Trama
MacGyver aiuta una giovanissima prostituta a liberarsi del protettore e riavvicinarsi al padre.

## Missione Oro
- Titolo originale: Gold Rush
- Diretto da: William Gereghty
- Scritto da: David Engelbach

### Trama
Nel 1944, sul finire della Seconda Guerra Mondiale, un aereo militare con equipaggio misto russo-americano e con a bordo oltre 100 milioni di dollari in lingotti d'oro, precipita durante una tempesta di neve al Circolo Polare Artico.
MacGyver viene così incaricato dalla Fondazione Phoenix di guidare una spedizione mista sovietico-americana nel tentativo di recuperare il prezioso carico.

## L'assassino invisibile
- Titolo originale: The Invisible Killer
- Diretto da: Dana Elcar
- Scritto da: Chris Haddock

### Trama
Peter incarica MacGyver di presiedere un programma anti-stress denominato "Ritorno alla natura" riservato ad alcuni dipendenti della Fondazione Phoenix che si erano spesi particolarmente nel loro lavoro.
Cinque giorni immersi nella natura incontaminata della catena montuosa Cascade per recuperare l'equilibrio psicofisico anche se su quegli stessi monti, si aggirano degli evasi pronti a tutto per fuggire.

## Dal profondo del cuore
- Titolo originale: Brainwashed
- Diretto da: Michael Caffey
- Scritto da: John Sheppard

### Trama
Il Presidente della Repubblica di Kimbala, Abu Dakru, in visita negli USA per alcuni incontri diplomatici alla Casa Bianca e alla sede delle Nazioni Unite, come ultima tappa del suo viaggio americano terrà un incontro per conferire onorificenze ufficiali a MacGyver e jack Dalton per servizi offerti in aiuto della sua popolazione.
Purtroppo, alcuni cospiratori pronti a tutto, hanno organizzato un piano davvero ingegnoso per uccidere il Presidente, coinvolgendo Jack Dalton e Peter Thornton.

## Minaccia sulla città
- Titolo originale: Easy Target
- Diretto da: Charles Correll
- Scritto da: Rick Drew

### Trama
MacGyver e Peter, di ritorno da una giornata dedicata allo sci restano senza carburante decidendo così di dividersi alla ricerca di un'area di servizio.
Sfortunatamente i due incappano in un gruppo di quattro terroristi appartenenti al Fronte della Colomba nera intenti a rubare una importante e potente apparecchiatura, capace di sparare impulsi elettromagnetici potentissimi.
Lo scopo è imporre la scarcerazione del loro capo, il Generale Shakthi e in caso contrario non esiteranno ad utilizzare il cannone ad impulsi elettromagnetici contro la città.

## Il rinnegato
- Titolo originale: Renegade
- Diretto da: Michael Caffey
- Scritto da: Robert Bielak e Chris Haddock

### Trama
Steve, un marine che aveva salvato la vita a MacGyver restando gravemente ferito con danni cerebrali, viene congedato perché inabile. Decide allora di rubare dai laboratori Phoenix un campione di antrace, da vendere a dei terroristi. Toccherà a MacGyver salvarlo e recuperare l'antrace.

## Una storia incompiuta
- Titolo originale: Unfinished Business
- Diretto da: Charles Correll
- Scritto da: Marianne Clarkson

### Trama
Jack Dalton convince i suoi amici MacGyver e Peter Thornton a seguirlo nella ricerca di un filone d'oro. Mentre ricordano i vecchi tempi, un killer appena scarcerato cattura prima Peter, poi Jack.
MacGyver cercherà quindi di salvare i suoi amici e di catturare il criminale, che si rivelerà una vecchia conoscenza.